# Jamendo
Jamendo – muzyczny serwis internetowy publikujący muzykę na licencjach Creative Commons/Free Art License.
Nazwa Jamendo pochodzi od zbitki terminów muzycznych jam i crescendo.
Motto serwisu w momencie jego założenia brzmiało otwórz uszy (open your ears).

## Charakterystyka
Serwis internetowy Jamendo powstał w styczniu 2005 roku. Działalność serwisu w czerwcu 2007 roku została sfinansowana przez fundusz inwestycyjny venture capital Mangrove Capital Partners, który był inwestorem m.in. dla komunikatora internetowego Skype. Albumy są dostępne w sieciach BitTorrent i eDonkey, a pliki muzyczne w formatach Ogg Vorbis i MP3. Serwis Jamendo oferuje również system oceny zamieszczonej w nim muzyki i wyszukiwania polecanych przez innych użytkowników wykonawców w oparciu o zadane kryteria, a także chmurę znaczników (folksonomia). Zadowolonych użytkowników serwisu zachęca się do wynagradzania artystów za pomocą systemu płatności PayPal. Oprócz tego istniała od 2008 roku do 2014 roku płatna wersja serwisu pod nazwą Jamnedo Pro, w którym była opcja kupna licencji na utwory, które można było wykorzystywać w filmach, reklamach itd. oraz możliwość pod nazwą muzyka w tle skierowana głównie do przedsiębiorców gdzie można było nabyć możliwość wykupu do odtwarzania muzyki m.in. w hotelach, sklepach czy restauracjach. W latach 10. XXI wieku serwis pozwalał na integrację konta z serwisami społecznościowymi Facebook i Twitter. Serwis był też w tej samej dekadzie wymieniany jako jedno z legalnych źródeł muzyki przez serwis internetowy LegalnaKultura.pl należący do ogólnopolskiej kampanii społecznej Legalna Kultura.
Siedziba serwisu znajduje się w Luksemburgu. Chociaż początkowo był w języku francuskim, angielskim i hiszpańskim, obecnie (dane na dzień 28 marca 2025 roku) dostępny jest również w językach: niemieckim, polskim, portugalskim, rosyjskim i włoskim.
Serwis oferuje również swoje radio internetowe, na których to można odtwarzać piosenki bez konieczności ich pobierania. Działają one jednak tylko z poziomu przeglądarki internetowej.
W grudniu 2014 roku powstał serwis Jamendo Licensing z odpłatną muzyką licencyjną do użytku komercyjnego, a 4 listopada 2015 roku dotychczasowy serwis internetowy Jamendo przekształcił się w Jamendo Music. Jamendo Licensing w momencie powstania w grudniu 2014 roku zastąpiło istniejące od 2008 roku Jamendo Pro.

## Publiczne odtwarzanie
Wyszukiwarka muzyki na stronie Jamendo umożliwia między innymi odnalezienie utworów, których autorzy zezwalają na komercyjne wykorzystanie ich muzyki – pozwala to na uniknięcie opłat pobieranych przez organizacje zbiorowego zarządzania prawami autorskimi lub prawami pokrewnymi osobom, które pragną odtwarzać muzykę w miejscu prowadzenia działalności gospodarczej. Stowarzyszenie ZAiKS próbowało pobierać opłaty za muzykę dostępną na Jamendo, wycofano się jednak z tego pomysłu, nazywając próby pobierania opłat za wolną muzykę „wypadkiem przy pracy”.